# Schladt
Schladt település Németországban, Rajna-vidék-Pfalz tartományban. Lakosainak száma 141 fő (2023. december 31.).

## Népesség
A település népességének változása:
| Lakosok száma | 132  | 123  | 132  | 141  | 145  | 141  |
|               | 1975 | 2017 | 2019 | 2021 | 2022 | 2023 |